# Rue Marx-Dormoy (Massy)
La rue Marx-Dormoy est une rue de Massy dans le quartier du Vieux Massy ou Massy Centre.

## Situation et accès
La rue Marx-Dormoy  relie la rue Gambetta à l’intersection avec la rue Jules-Ferry à la rue de la gare à sa jonction avec la rue André Nicolas et le chemin piétonnier des Sablons. Elle donne accès à la ruelle Gaudon qui descend jusqu’à la rue André Nicolas et à la rue Mangeon qui monte jusqu’à la rue André Chénier.
Elle est desservie par la gare de Massy-Verrières.

## Dénomination
Son nom rend hommage à Marx Dormoy.

## Historique
La rue est une section d’une des plus anciennes voies du village de  Massy nommée « rue de la Mallamande », « rue du chemin de fer » après l’ouverture de la gare de Massy en 1854 lors du prolongement de la ligne de Sceaux de Bourg-la-Reine à Orsay puis rue Gambetta.
La partie de cette rue entre la rue Jules-Ferry et la rue de la gare a enfin été renommée rue Marx Dormoy.

## Description
La rue comprend une voie de circulation à sens unique et double sens cyclable sans bande cyclable tracée en raison de l'étroitesse de la chaussée, de trottoirs étroits et de places de stationnement par endroits. Elle est en courbe à grand rayon. Tracée à flanc de coteau du Mont Gaudon, colline dominant la vallée de la Bièvre, elle est peu accidentée.  Elle est principalement bordée de bâtiments d’habitation de 1 ou 2 étages du début du XXe siècle en meulière, quelques-uns plus récents et d’anciennes fermes avec cours intérieures entourées de locaux d’exploitation agricole transformés en logements.
Le bureau de poste de Massy est situé à l’angle de la rue Jules-Ferry, la façade sur rue du groupe scolaire Gambetta au numéro 42, l’ancienne poste de Massy au numéro 33 avec trace de l'ancienne boite aux lettres sur le mur.
La rue a gardé l’ancienne numérotation de la rue du chemin de fer à partir du départ de l'actuelle rue Gambetta de la rue Gabriel Péri, cette numérotation se poursuivant sur l’actuelle rue de la gare.